# Drimia fugax
Drimia fugax là một loài thực vật có hoa trong họ Măng tây. Loài này được (Moris) Stearn mô tả khoa học đầu tiên năm 1978.